# Un viatge màgic
Un viatge màgic (グリックの冒険, Gurikku no Bōken, lit. 'Les aventures d'en Gurikku'), és una pel·lícula d'anime japonesa de 1981 dirigida per Hideo Nishimaki i basada en el llibre homònim d'Atsuo Saitō.
Va arribar doblada en català a TV3 el 28 de setembre de 1991.

## Argument
En Glikko és un esquirol criat per humans i que viu en un apartament amb la seva germana Fluff. Però tot canvia quan un colom missatger que es diu Pippo explica a en Glikko sobre els esquirols que viuen al gran Bosc del Nord. En Glikko està convençut que el bosc és la seva veritable llar, però la Fluff es nega a creure-ho. Així doncs, en Glikko se'n va a la recerca d'aquest lloc, deixant enrere la seva germana.

## Doblatge
| Personatge        | Japonès          |
| ----------------- | ---------------- |
| Glikko            | Yuu Mizushima    |
| Nono              | Youko Asagami    |
| Pippo             | Kousei Tomita    |
| Gamba             | Takeshi Aono     |
| Pelusa            | Rihoko Yoshida   |
| Zipzip            | Kaneta Kimotsuki |
| La mare de Nono   | Youko Asagami    |
| Esquirol del Nord | Kenichi Ogata    |
| Rates de casa     | Takeshi Aono     |
| Esquirol gran     | Kousei Tomita    |

## Producció i estrena
Un viatge màgic està basat en el llibre d'Atsuo Saitō, publicat originalment el 1970. La pel·lícula va ser produïda per Studio Furumi, i estrenada als cinemes japonesos el 21 de juliol de 1981.